# بيل غرينوود (لاعب كرة قاعدة)
بيل غرينوود (بالإنجليزية: Bill Greenwood)‏ هو لاعب كرة قاعدة أمريكي، ولد في 19 أبريل 1857 في فيلادلفيا في الولايات المتحدة، وتوفي بنفس المكان في 2 مايو 1902.